# بيودي باي: أسطورة بروفيس
بيو دي باي: أسطورة بروفيس (بلانجليزية:PewDiePie: Legend of the Brofist هي لعبة فيديو 2D اكش ومغامرات ومنصات ألعاب الفيديو المتقدمة والتي نشرتها الكندية ومقرها إيندي استوديو التطوير اوترميندس، وذلك بالتعاون مع. بيو دي باي. تم إصدار اللعبة لنظامي التشغيل اي او اس واندرويد في 24 سبتمبر 2015 وأصبحت اللعبة الأكثر ربحًا مدفوعة الأجر في متجر التطبيقات بالولايات المتحدة بعد أقل من ساعتين من إصدارها. تم إصدار إصدارات مايكروسوفت ويندوز وأو اس اكس في 10 ديسمبر 2015، مع وضع تعاوني إضافي.
كان لدى بيودي باي تطلعات طويلة لإطلاق لعبة الفيديو الخاصة به، وفي ديسمبر 2014، كشف لمعجبيه أنه يتعاون مع اوتر ميند أي ان اس. لصنع لعبة فيديو بيودي باي. لقد كان منخرطًا بشكل كبير في تطوير اللعبة للتأكد من أنها ستظهر بالطريقة التي يحبها معجبوه.
تتضمن اللعبة إشارات إلى مقاطع الفيديو السابقة وثقافة البوب، مع أصوات إقراض سينامون توستكين و ماركيبلاير وكروتيك (كري) وجاك سبتكاي ومارتيسا.

## استقبال
تم استقبال اللعبة بشكل جيد بشكل عام. يثني العديد من المراجعين على الرسومات الكلاسيكية ذات النمط 8 بت المليئة بالإشارات إلى الألعاب وثقافة يوتيوب.  أعطت صحيفة الجارديان اللعبة درجة 4 من أصل 5 نجوم ووصفتها بأنها «منصة شاشة تعمل باللمس مصممة بعناية وتعرف تاريخها في اللعب.»  حققت اللعبة أيضًا نجاحًا ماليًا، حيث حققت أكثر من 100000 دولار في يوم إصدارها في الولايات المتحدة.

## روابط خارجية
- الموقع الرسمي